# Lichtreacties
Alle reacties die gebeuren tijdens de fotosynthese zijn grofweg te scheiden in twee reactiepaden. Het eerste reactiepad is de lichtreacties, waarbij lichtenergie wordt omgezet in chemische energie in de vorm van de energiedragende stoffen ATP en NADPH. Hierbij komt zuurstof (O2) vrij als afvalproduct. 
Tijdens het tweede reactiepad, de Calvincyclus (ook wel de 'donkerreacties' genoemd) worden ATP en NADPH gebruikt om van koolstofdioxide de energierijke stof glucose te maken.
De nettoreactie van alle lichtreacties ziet er als volgt uit:

## Locatie

Grana en lamellen

De lichtreacties spelen zich in en rondom het membraan van thylakoïden af. Deze thylakoïde bevinden zich in de chloroplasten van de cel. Thylakoïden hebben de vorm van een pannenkoek en kunnen daarom ook makkelijk gestapeld worden. Als dit het geval is ontstaat er een granum (dit is latijn voor een stapel munten). Chloroplasten bevatten 10 tot 100 grana, die onderling met elkaar worden verbonden door de ongestapelde lamellen. Elke thylakoïde bevat een fosfolipidenmembraan dat de vloeistof, het lumen, in de thylakoïde omsluit. De vloeistof in de chloroplast (dus tussen de thylakoïde) wordt het stroma genoemd. Het lumen is een stuk zuurder (pH 4) dan het stroma (pH 8), doordat er tijdens de lichtreacties protonen (H+) het lumen in worden gepompt.
In het membraan van de thylakoïde bevindt zich een aantal "integrale membraaneiwitcomplexen". Zo'n complex bestaat uit een hele hoop eiwitten en moleculen die met elkaar samenwerken om zeer complexe reacties mogelijk te maken. Met integraal wordt bedoeld dat zo’n complex het hele membraan overspant. Zo kunnen er reacties plaatsvinden aan het stroma en het lumen.
Er zijn in totaal vier eiwitcomplexen die met elkaar samenwerken om uiteindelijk de reactieproducten (NADPH en ATP) van de lichtreacties te vormen:
1. Fotosysteem II (PSII)
2. Cytochroom b6f
3. Fotosysteem I (PSI)
4. ATP-synthase

## Processen

Verschillende complexen in de thylakoïde werken met elkaar samen

De vier eiwitcomplexen in het membraan van de thylakoïde werken samen om NADPH en ATP te vormen (zie plaatje rechts). Elk complex vervult zijn eigen rol. In de twee fotosystemen begint het proces als fotonen (licht) geabsorbeerd worden door verschillende pigmenten (o.a. chlorofyl). De fotosystemen zetten de lichtenergie van deze fotonen om in chemische energie via twee verschillende reactieketens waarna ook twee verschillende energierijke producten ontstaan. PSII haalt al zijn reagentia (beginstoffen) uit het lumen en het stroma, terwijl PSI reactieproducten van een ander complex nodig heeft. PSII wordt daarom als startpunt van de lichtreacties gezien en niet PSI. PSI dankt zijn lagere getal aan het feit dat het eerder is ontdekt.
PSII zorgt voor de energierijke stof plastoquinol. Dit wordt vervolgens afgegeven aan een ander eiwitcomplex, cytochroom b6f. Dit gebruikt de energie van deze stof om protonen (H+) van het stroma naar het lumen te pompen. Cytochroom b6f wordt daarom ook weleens een protonenpomp genoemd. Het lumen wordt hierdoor heel erg zuur. De potentiële energie als gevolg van het concentratieverschil en het verschil in zuurgraad wordt gebruikt door weer een ander eiwitcomplex, ATP-synthase. Daar stromen de protonen weer terug het stroma in en de energie die daarbij vrijkomt wordt gebruikt om ADP om te zetten in het energierijke ATP. ATP wordt ook afgegeven aan het stroma en aldaar gebruikt in de Calvincyclus.
Een reactieproduct van cytochtroom b6f, plastocyanin, wordt opgenomen door PSI. Deze zet met behulp van de energie van fotonen deze stof om in het enzym Ferredoxin-NADPH Reductase (FNR), dat aan het stroma wordt afgegeven. In het stroma wordt via dit enzym NADP+, een eindproduct van de Calvincyclus, omgezet naar het energierijke NADPH, wat juist een beginproduct van de Calvincyclus is. Als de verhouding NADPH/NADP echter te hoog wordt, zorgt PSI voor extra ATP door net als PSII plastoquinol af te geven aan cytrochroom b6f.
De vorming van ATP via PSI, cytochroom b6f en ATP-synthase wordt ook wel cyclische (foto)fosforylering genoemd. Bij dit proces hoeven er geen nieuwe stoffen te worden opgenomen uit het stroma of het lumen. Bij niet-cylische fosforylering is dit wel zo, aangezien PSII-stoffen uit het stroma en het lumen gebruikt worden voor de reactie van plastoquinol.

### Fotosystemen
De twee fotosystemen lijken qua functie en structuur erg op elkaar. Zo hebben ze alle twee zogenaamde antenne-eiwitten ontwikkeld die de fotonen absorbeert. Ook de techniek om deze geabsorbeerde lichtenergie om te zetten naar chemische energie is bij PSI en PSII hetzelfde. Hieronder worden deze mechanismen verder toegelicht. PSII gebeurt eerder dan PSI, omdat PSI eerder was ontdekt. Later werd PSII ontdekt en werd er uitgevonden dat dit fotosysteem eerder gebeurt.

##### Light-Harvesting Complex
Licht wordt geabsorbeerd in de twee fotosystemen door pigmentmoleculen. In dit geval zijn dit hoofdzakelijk chlorofylmoleculen, maar er komen ook een aantal verschillende carotenen voor. Deze pigmenten liggen gebonden aan een speciaal antenne-eiwit (in het jargon meestal een light-harvesting complex (LHC) genoemd). Aan elk LHC-eiwit liggen zo’n 20 pigmentmoleculen gebonden. Gemiddeld 12 van deze LHC-eiwitten werkend samen om de lichtenergie die ze absorberen door te geven aan een zogenaamd doelwitpigment in het reactiecentrum (RC). In dit reactiecentrum vindt uiteindelijk een reactie plaats waardoor de energie van het foton wordt omgezet in chemische energie. 

Als een pigment een foton absorbeert met de juiste golflengte raakt het pigment in een zogenaamde aangeslagen toestand. Dat wil zeggen dat er een elektron in het molecuul zich in een hoger energieniveau bevindt dan het normaal bevindt. Zo'n geëxciteerd elektron zal normaal gesproken binnen een nanoseconden weer terugvallen naar zijn grondtoestand. De energie van het elektron wordt dan omgezet in warmte. PSI en PSII hebben alle twee een systeem waardoor dit niet gebeurt. De pigmentenmoleculen in het antenne-eiwit liggen zó geordend dat ze binnen een picoseconden excitatie-energie kunnen overbrengen naar een ander pigment in het antenne-eiwit, waardoor er in het volgende pigment een elektron in hoger energie niveau belandt. Dit proces van excitatie-energie overdracht kan alleen maar gebeuren als het volgende pigment fotonen van een lager energieniveau (=langere golflengte) absorbeert. Zo vindt er een razendsnel proces plaats waarbij de excitatie-energie wordt overgedraven naar pigmenten die fotonen van een steeds langere golflengte absorberen. Het doelwitpigment in het reactiecentrum is dan ook een pigment dat fotonen met de langste golflengtes absorbeert. Alle andere pigmenten staan in dienst van dit doelwitpigment. Ze zorgen ervoor dat er een constante toevoer van energie naar het reactiecentrum is.

Het doelwitpigment in PSII absorbeert fotonen met golflengtes van 680 nm en wordt daarom P680 genoemd. De antenne-eiwitten om P680 heen worden LHCII genoemd. Bij PSI absorbeert het doelwitpigment fotonen met iets langere golflengtes van 700 nm en wordt daarom P700 genoemd. De antenne-eiwitten hier heten LHCI.

##### Ladingsscheiding
Als P680 of P700 met behulp van LHCII-eiwitten en LHCI-eiwitten in aangeslagen toestand raakt kan het een reactie aangaan. Het doelwitpigment is namelijk zo geplaatst in het reactiecentrum dat er altijd wel een sterke oxidator in de buurt is. Hier wordt het elektron met zijn hoge energieniveau aan de oxidator afgegeven. Dit proces wordt ook wel photoinduced charge separation (PCS) genoemd, wat betekent dat er een door licht aangedreven ladingsscheiding optreedt. De oxidator wordt namelijk negatief met een extra elektron en P680 of P700 wordt positief. Dit zijn alle twee radicalen dus ze zouden gemakkelijk weer kunnen recombineren waardoor de lading weer neutraal wordt. Dit gebeurt echter niet omdat als de oxidator het elektron ontvangt het meteen doorgeeft aan een andere oxidator. Het doelwitpigment moet daarom het elektron wel ergens anders vandaan halen.

### Elektrontransportketen
De photoinduced charge separation die plaatsvindt in PSII is het begin van een lange keten van redoxreacties waarbij het elektron met een hoog energieniveau steeds aan nieuwe oxidator wordt afgegeven, wat de elektrontransportketen (ETC) wordt genoemd. Deze keten wordt meestal in een z-schema weergegeven. Hierbij wordt de energie van het elektron afgebeeld langs de y-as. Op de afbeelding is duidelijk te zien dat bij de twee fotosystemen de energie van het elektron significant omhoog gaat. Bij de vele redoxreacties die plaatsvinden gaat er echter steeds een beetje energie van het elektron verloren.

#### Niet-cyclische ETC

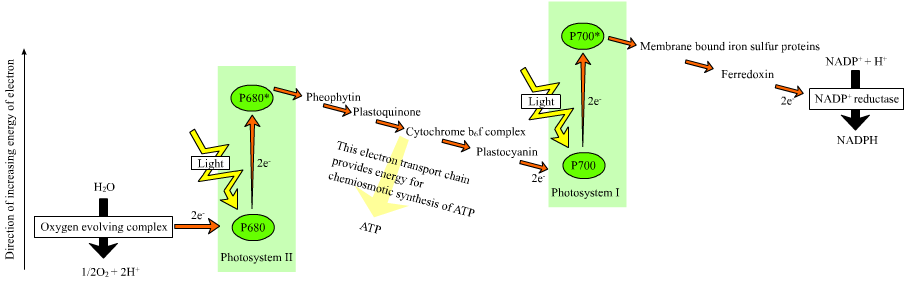
Z-schema

Als er niet-cyclische fosforylering plaatsvindt loopt de ETC ook niet-cyclisch. In dit geval komt het elektron via P680 van PSII, cytochroom b6f en PSI uiteindelijk bij het al eerder genoemde enzym Ferredoxin-NADPH-reductase. NADP+ in het stroma wordt via dit enzym omgezet in NADPH. Dit wordt gebruikt in de Calvincyclus en hier verlaat het elektron dus deze niet-cyclische ETC. Via het zogenaamde oxygen evolving complex in PSII wordt dit tekort aan elektronen aangevuld. Dit complex is in staat om water uit het lumen te splitsen in elektronen, protonen en zuurstof. Deze elektronen worden aan P680+ afgeven, de protonen blijven in het lumen en zuurstof diffundeert de cel uit of wordt gebruikt in de mitochrondiën.

#### Cyclische ETC
Bij een te hoge verhouding van NADPH/NADP+ wordt er extra ATP gevormd via cyclische fosforylering. Het elektron verlaat hierbij niet de ETC. In PSI wordt het elektron niet aan het enzym FNR afgeven maar aan plastoquinol dat gebruikt wordt in cytochroom b6f. De ETC blijft cyclisch verlopen totdat de NADPH/NADP+ verhouding weer bepaald lager niveau heeft behaald.